# Беловка (Оренбург)
Беловка или Беловский Яр или Пушкинский бульвар — название бульвара у обрыва Беловского яра (Крепостного яра) Оренбурга, располагающегося в самом центре «исторического ядра» города.
Топоним происходит от имени купца А. А. Белова, который в XIX веке открыл здесь ресторан-кафе «Вокзал». Место стало излюбленным среди горожан: здесь каждый вечер играла музыка.
Архитектурный ансамбль Беловки состоит из ряда зданий, построенных в XVIII—XIX веках.

## Галерея

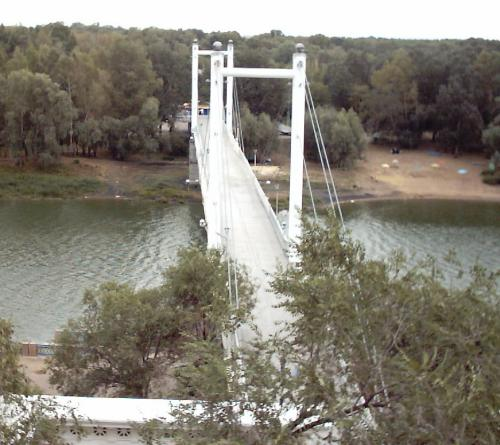
Мост через Урал
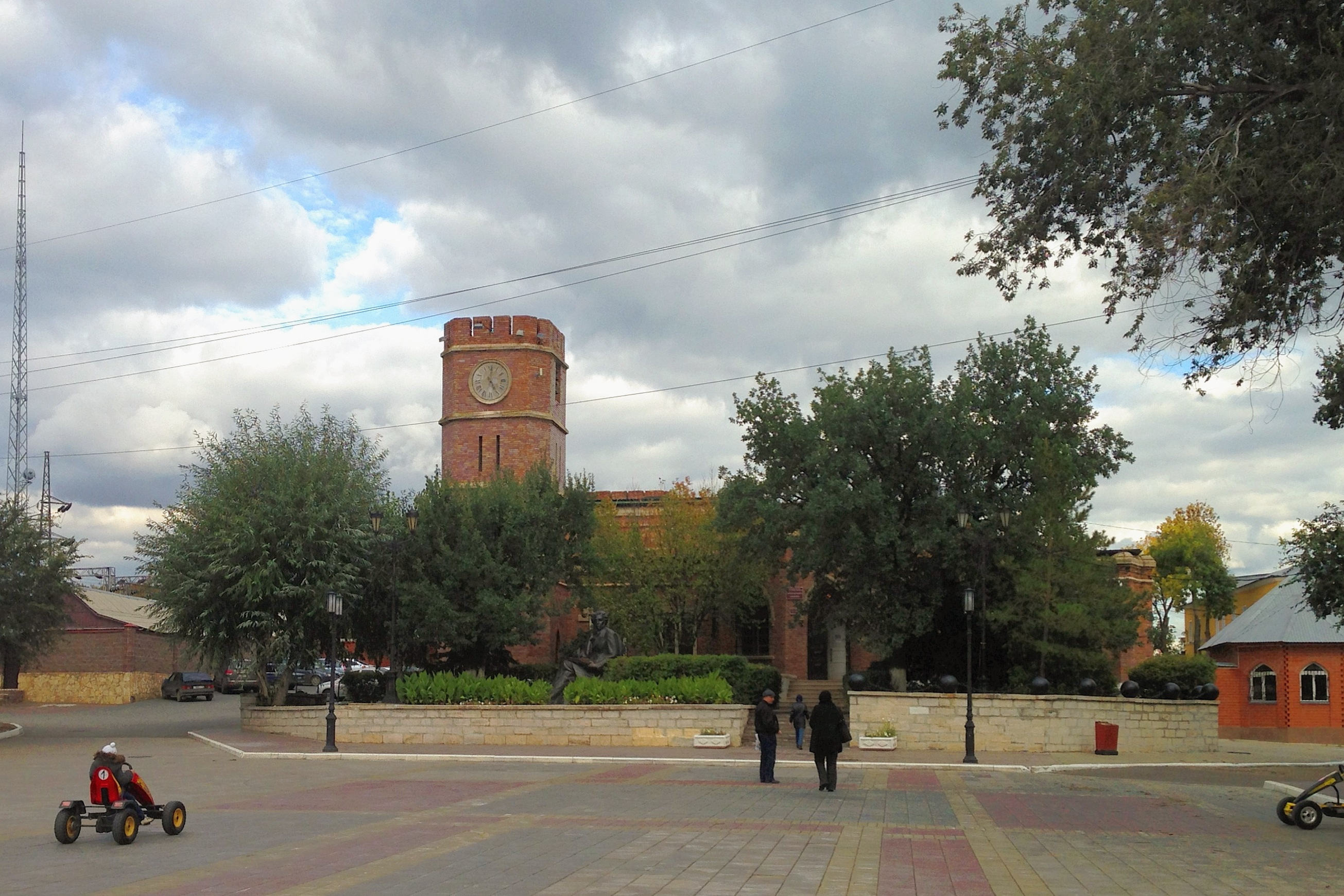
Здание бывшей гауптвахты, ныне Музей истории Оренбурга
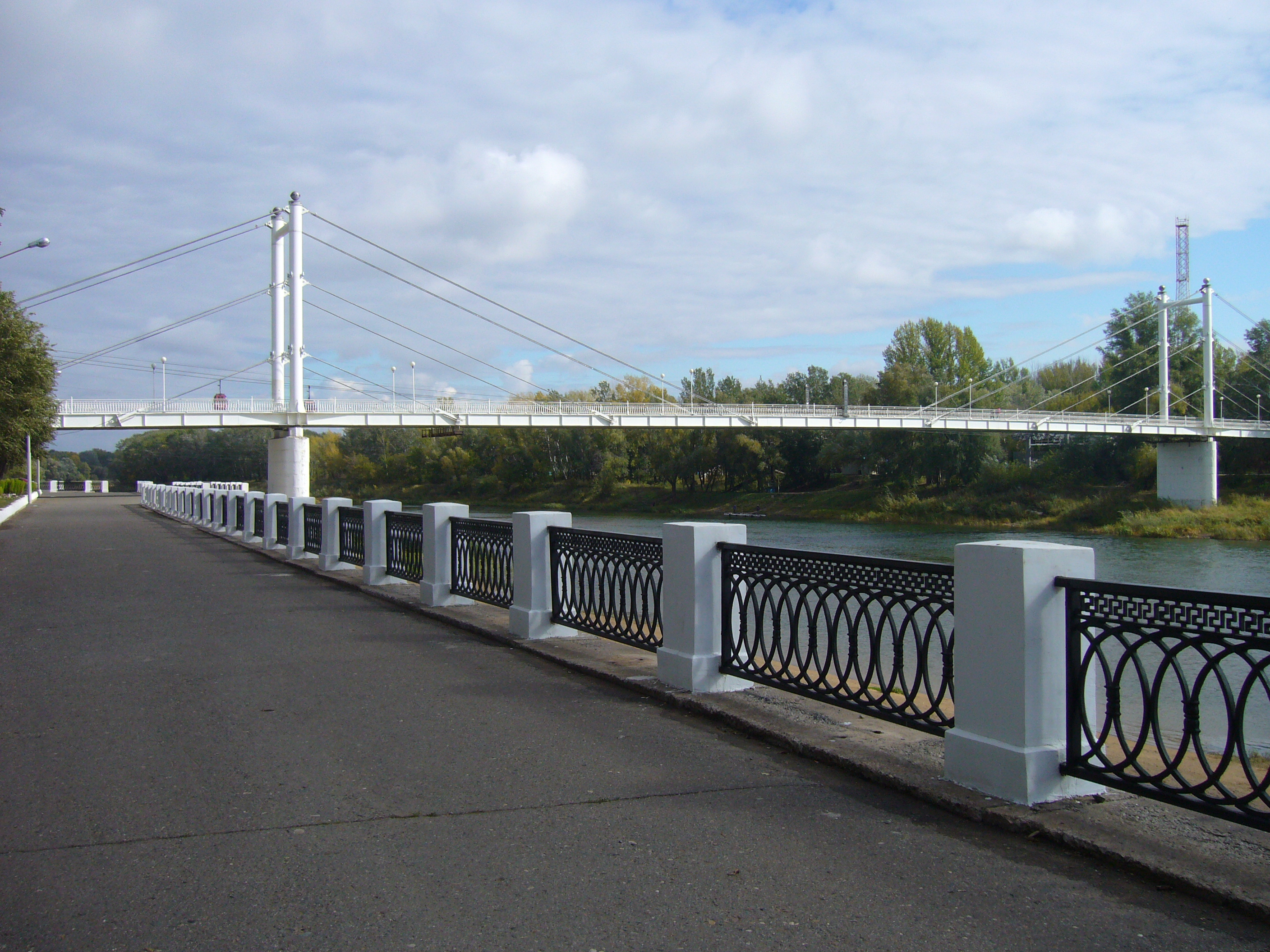
Набережная Урала
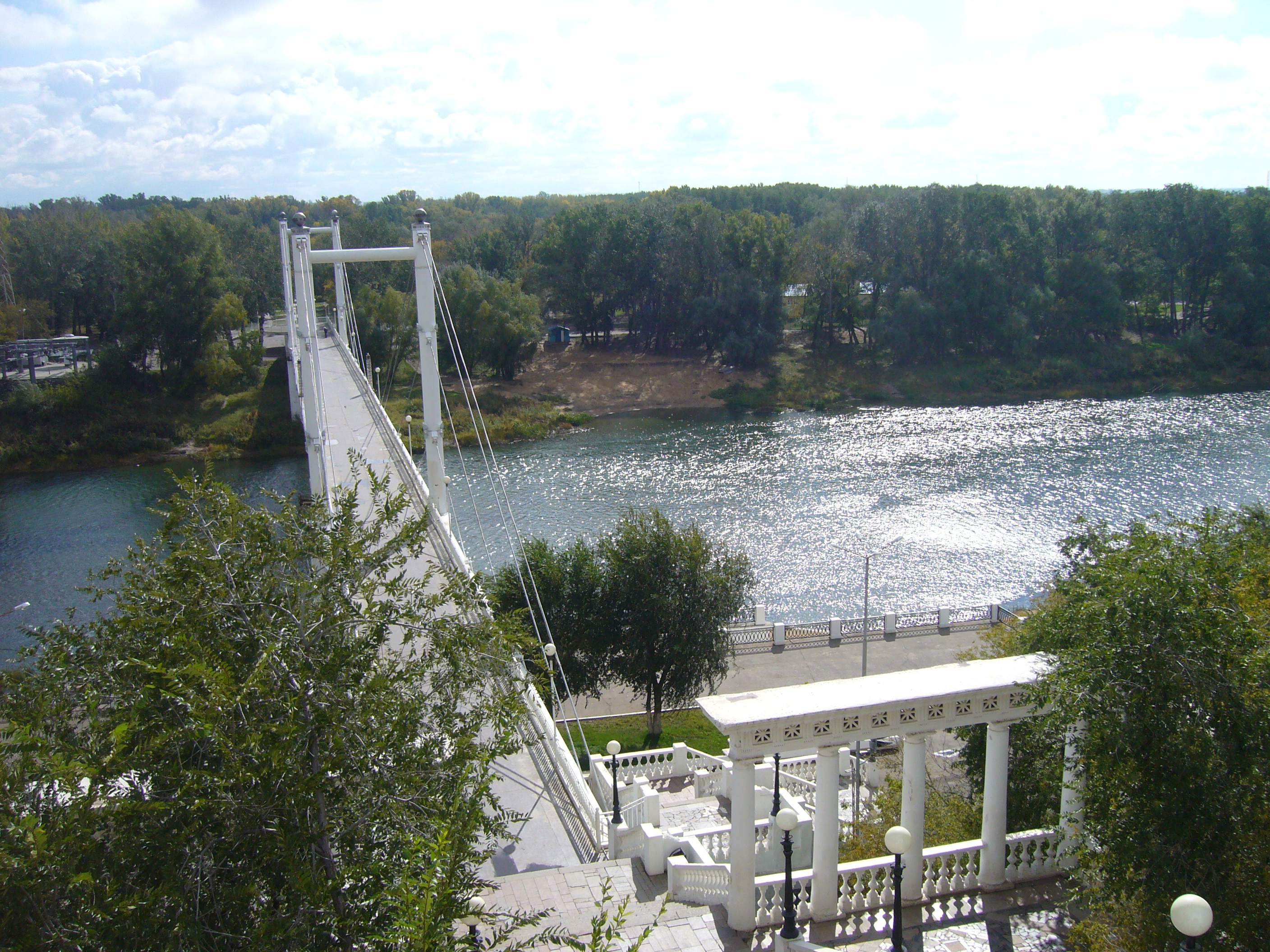
Набережная Урала
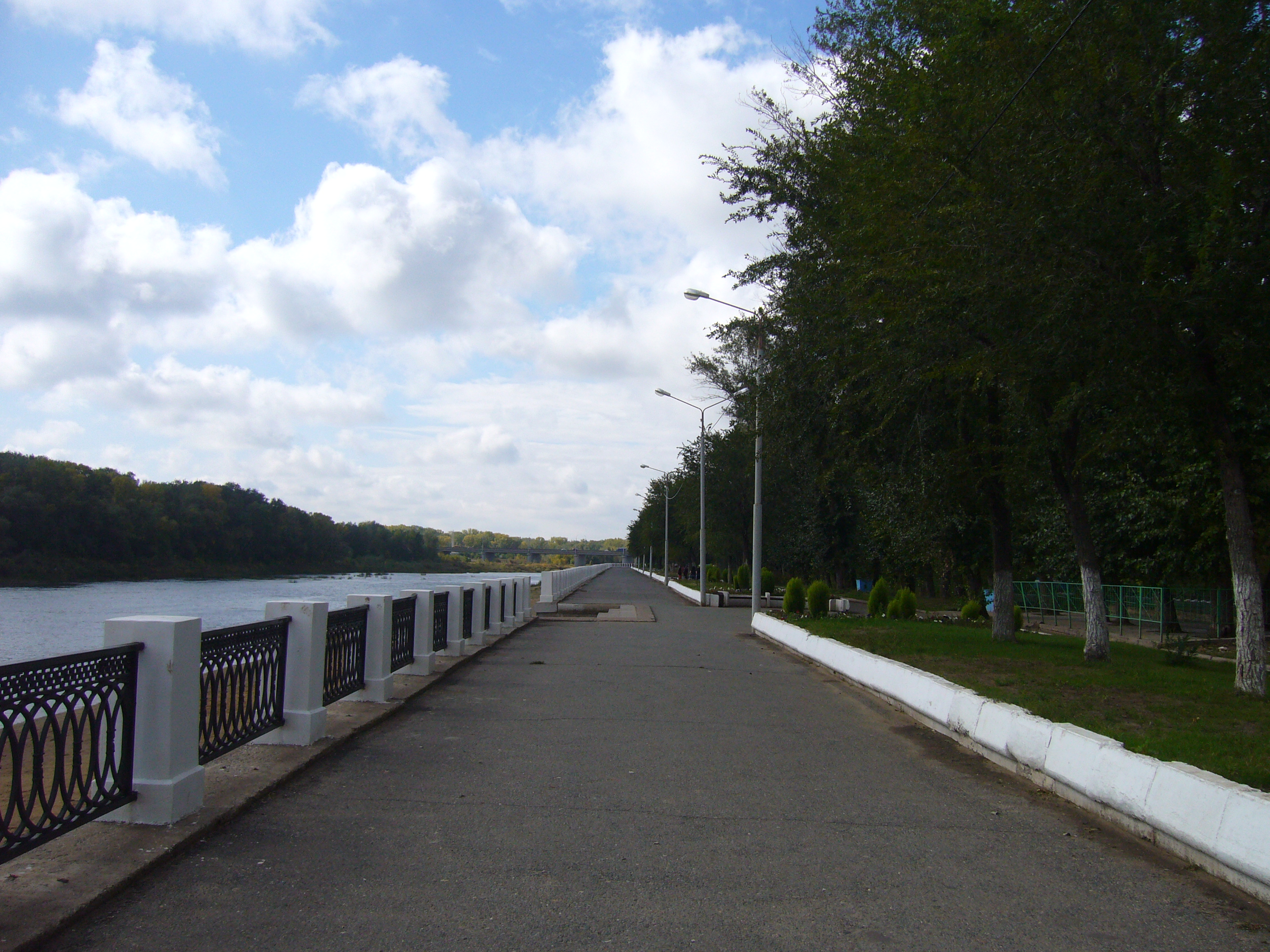
Набережная Урала
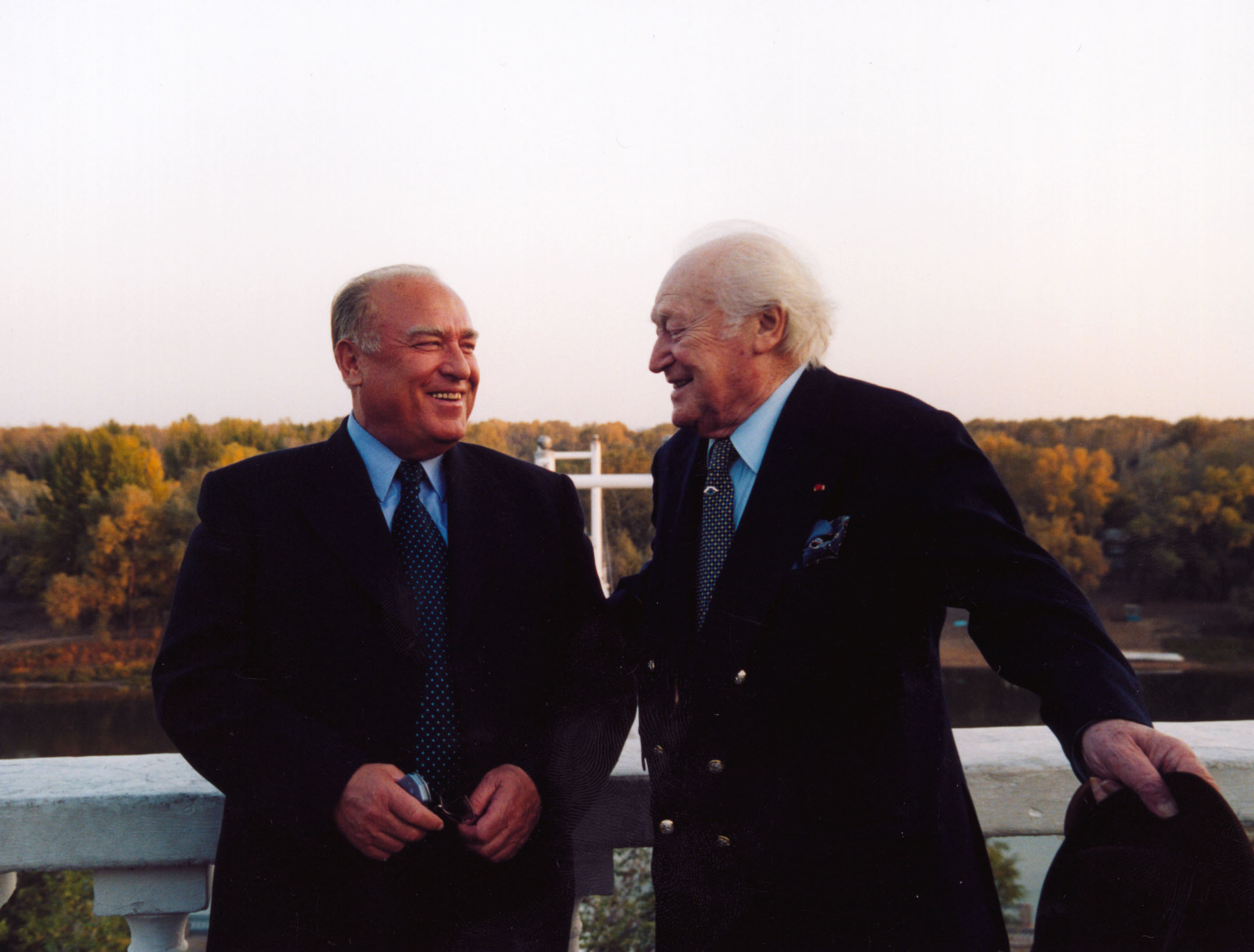
Виктор Черномырдин и Морис Дрюон в Беловке